# 甘肃蒿
甘肃蒿（学名：Artemisia gansuensis）为菊科蒿属的植物，是中国的特有植物。分布于北半球以及中国大陆的宁夏、河北、山西、甘肃、青海、内蒙古、陕西等地，生长于海拔950米至2,300米的地区，多生长于干旱坡地、黄土高原或路旁等，目前尚未由人工引种栽培。
其种加词gansuensis，意为“甘肃的”。

## 异名
- Artemisia gansuensis Ling et Y. R. Ling var. oligantha Ling et Y. R. Ling